# Izanagi
Izanagi juntament amb la seva germana i esposa Izanami, en el xintoisme, són déus creadors del món.
El seu primer fill fou Ebisu, déu dels pescadors, que fou abandonat en un bot en veure que feia tres anys que no creixia. Del seu barret va néixer el raïm i de la seva pinta el bambú. Després de rentar-se en una font es va fregar l'ull dret i va crear a Tsukuyomi, déu de la lluna, l'ull esquerre i va crear a Amaterasu deessa del sol i en netejar-se el nas va crear a Susanowo, déu de la tempesta; entre aquestes tres divinitats es repartiran l'univers.
Izanami va morir després de donar llum al déu del foc, a qui Izanagui va executar ple de ràbia i dolor. Llavors va descendir al reialme dels morts per intentar reviure la seva dona, però aquesta havia menjat allà i aquest fet la feia part de l'inframón i, per tant, la resurrecció era impossible. Mentre la seva dona regna a la terra de l'obscuritat, ell regna a la dels vius i s'encarrega que sempre hi apareguin més humans dels que s'endú la seva dona.